# Inussivik
Inussivik er en multihal i Nuuk, der er opført i 2002. Hallen, der oprindelig er opført til Arctic Winter Games, benyttes til sport som fx GM i håndbold, store koncerter med fx Sume og Kimmernaq samt ved valg til landstings- og kommunalvalg samt folketingsvalg samt andre valghandlinger.
Hallen ligger i umiddelbar tilknytning til byens stadion og har plads til 1.035 tilskuere på tribunen.
Multihallen er en kommunal institution, men drives og administreres af byens anden store sportshal, Godthåbhallen, der er en selvejende institution.

## Eksterne links
- Godthåbhallen og Inussiviks hjemmeside Arkiveret 19. december 2020 hos  Wayback Machine

64°10′52″N 51°43′48″V / 64.18111°N 51.73000°V